# أدريان غريفيث (عداء سريع)
أدريان غريفيث (بالإنجليزية: Adrian Griffith) هو عداء سريع باهاماسي، ولد في 11 نوفمبر 1984 في بروفيدانس الجديدة في باهاماس.

## وصلات خارجية
- أدريان غريفيث على موقع الاتحاد الدولي لألعاب القوى (الإنجليزية)
- أدريان غريفيث على موقع الدوري الماسي (الإنجليزية)
- أدريان غريفيث على موقع أوليمبيديا (الإنجليزية)